# Pseudonannolene rocana
Pseudonannolene rocana är en mångfotingart som beskrevs av Filippo Silvestri 1902. Pseudonannolene rocana ingår i släktet Pseudonannolene och familjen Pseudonannolenidae. Inga underarter finns listade i Catalogue of Life.